# Rivière aux Trembles
La rivière aux Trembles est un affluent de rivière Pémonca, coulant dans le territoire non organisé de Lac-Ashuapmushuan, dans la municipalité régionale de comté (MRC) du Domaine-du-Roy, dans la région administrative de Saguenay–Lac-Saint-Jean, dans la province de Québec, au Canada.
La vallée de la rivière aux Trembles est surtout desservie par des routes forestières. Son cours marque plus ou moins la limite sud de la réserve faunique Ashuapmushuan,.
La foresterie (principalement la sylviculture) constitue la principale activité économique de cette vallée; les activités récréotouristiques, en second, principalement à cause de la réserve faunique Ashuapmushuan.

## Géographie
La rivière aux Trembles tire sa source à l'embouchure d'un petit lac (altitude: 440 m). Cette source est située en zone forestière dans la municipalité de La Doré, à:
- 2,6 km à l'est du cours de la rivière du Cran;
- 1,4 km au nord d'un sommet de montagne (altitude: 569 m);
- 43 km à l'ouest du centre-ville de Saint-Félicien[2].

À partir de sa source, la rivière aux Trembles coule sur 23,4 km avec une dénivellation de 168 m, surtout en zone agricole et de village en fin de parcours, selon les segments suivants:
- 5,0 km vers l'est en recueillant en début de segment la décharge (venant du sud) du Lac Aubord et en fin de segment la décharge (venant du nord) du lac Allegrin, jusqu'à un coude de rivière, correspondant à un ruisseau (venant du nord);
- 9,4 km vers le nord-est, en formant en début de segment une boucle vers le sud, puis remontant vers le nord-est relativement en ligne droite en recueillant la décharge (venant du nord) du Lac du Héron, la décharge du Lac de la Dalle, en recueillant 4 ruisseaux (venant du sud), et tournant vers l'est en fin de segment, jusqu'à un coude de rivière;
- 5,0 km vers le sud-est en courbant vers l'est en fin de segment, jusqu'à la décharge (venant du sud) d'un ensemble de lacs dont Vert, du Cordon, et de l'Étrier;
- 4,0 km vers le nord, en formant une boucle vers le sud-est pour aller recueillir la décharge (venant du sud-est) d'un ruisseau, jusqu'à son embouchure[2].

La Rivière aux Trembles se déverse au fond d'une baie étroite du sud-est du Lac à la Truite, lequel s'avère l'un des deux lacs de tête de la rivière Pémonca. Cette confluence est située à:
- 28,0 km au nord-ouest du centre-ville de Saint-Félicien;
- 11,74 km au sud-ouest de l'embouchure de la rivière Pémonca[2].

À partir de l’embouchure de la rivière aux Trembles, le courant de la Rivière Pémonca descend sur 15,8 km le cours de la rivière Pémonca, sur 37,6 km le cours de la rivière Ashuapmushuan, puis traverse le lac Saint-Jean vers l'est sur 41,1 km (soit sa pleine longueur), emprunte le cours de la rivière Saguenay via la Petite Décharge sur 172,3 km vers l'est jusqu'à Tadoussac où il conflue avec l’estuaire du Saint-Laurent.

## Toponymie
Le toponyme « Rivière Pémonca » a été officialisé le 5 décembre 1968 à la Banque des noms de lieux de la Commission de toponymie du Québec.